# Protestantische Stadtkirche Homburg

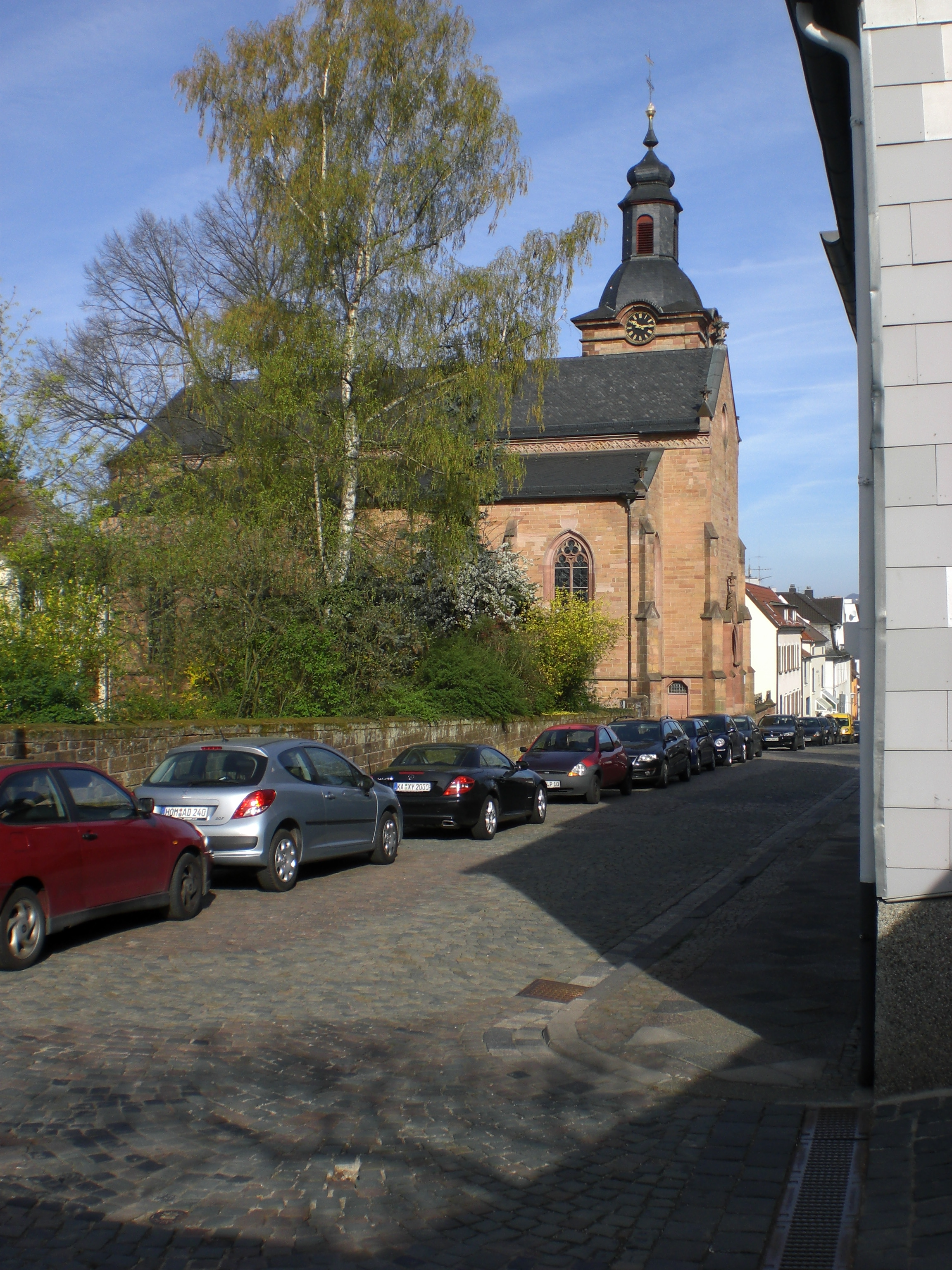
Die protestantische Stadtkirche in Homburg

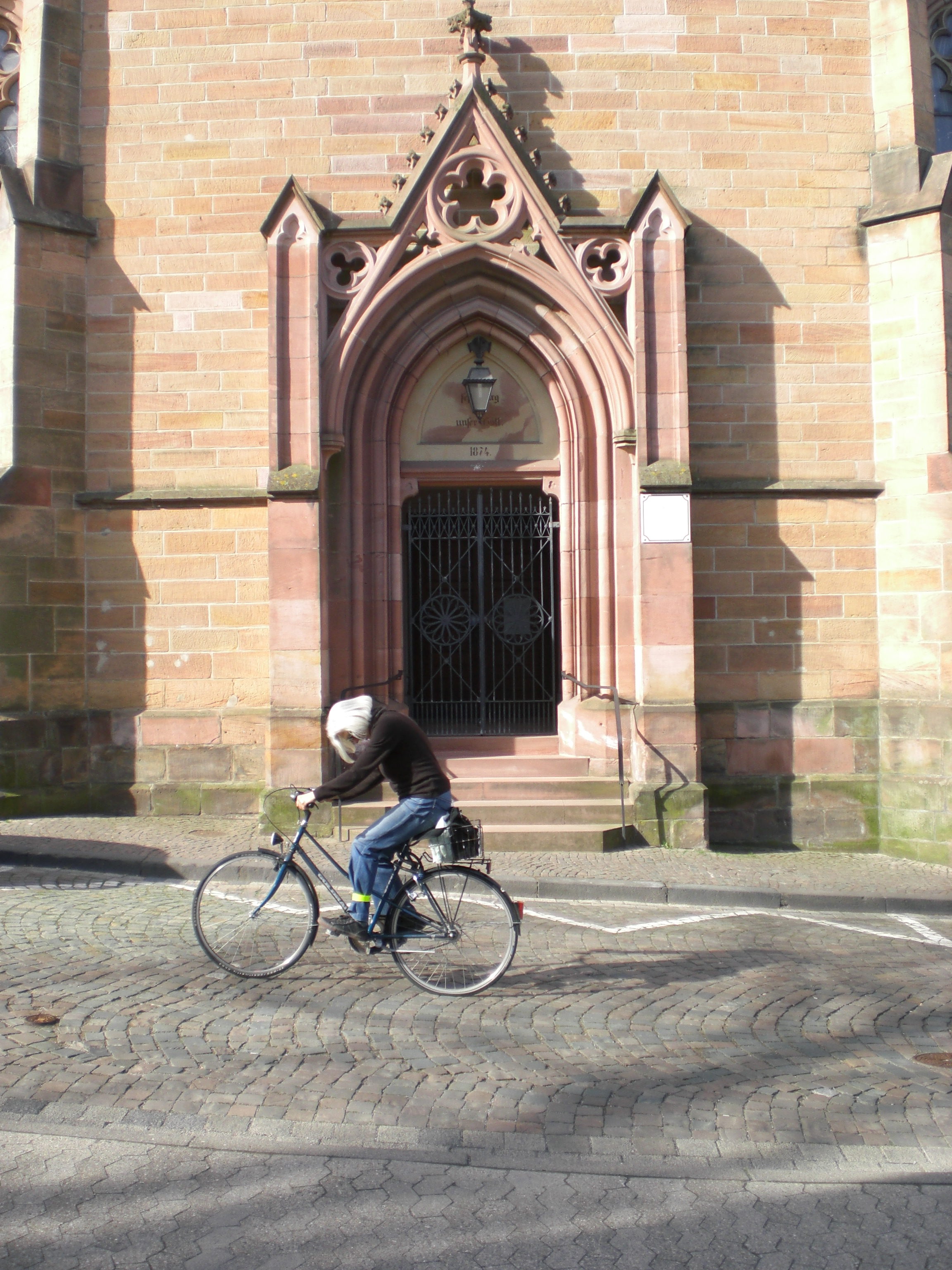
Hauptportal

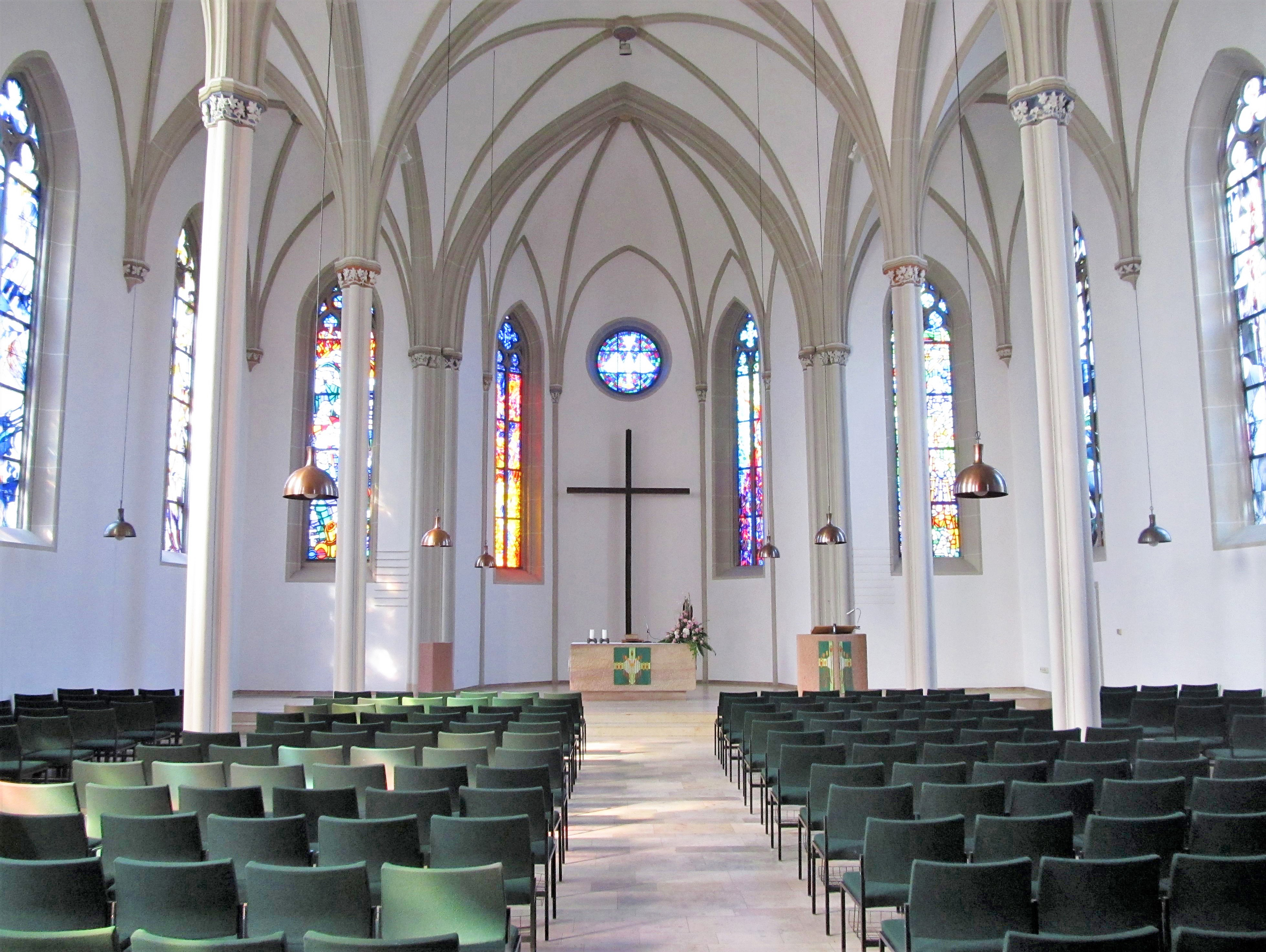
Blick ins Innere der Kirche

Die Protestantische Stadtkirche ist eine protestantische Kirche in Homburg, der Kreisstadt des Saarpfalz-Kreises. Das Gotteshaus ist Pfarrkirche der Protestantischen Kirchengemeinde Homburg im Kirchenbezirk (Dekanat) Homburg/Saar der Evangelischen Kirche der Pfalz. Die Kirche ist in der Denkmalliste des Saarlandes als Einzeldenkmal aufgeführt.

## Geschichte
In den Jahren 1697 bis 1699 wurde die zerfallene gotische Kapelle des Homburger Friedhofs zu einer von Norden nach Süden ausgerichteten protestantischen Hallenkirche umgebaut, an dessen Nordende sich ein hölzerner Turm befand. Dieser Turm wurde von 1779 bis 1785, nach Plänen des herzoglichen pfalz-zweibrückischen Geometers Franz Georg Schaefer (Schwarzenacker) durch einen barocken Turm ersetzt. Nach der Union der lutherischen und reformierten Gemeinden im bayerischen Rheinkreis (Pfalz), zu der Homburg seit 1816 gehörte, wurde die zu klein gewordene Hallenkirche 1870 abgerissen, wobei der Turm stehen blieb. Von 1871 bis 1874 kam es zum Neubau des Kirchenschiffes, das sich nun in Ost‐West‐Richtung erstreckte, und zum Umbau des barocken Portals im neugotischen Stil. Die Pläne hierfür stammten vom Architekten und königlich-bayrischen Bezirksbaumeister Rau. 1935 erfolgte eine Erweiterung der Kirche durch den Anbau einer Sakristei. Am 14. März 1945 zerstörte ein Fliegerangriff den Chor und beschädigte das Kirchenschiff stark. In der Folge wurde die Kirche für einige Jahre einer Restaurierung unter der Leitung des Architekten Ludwig Wolfart (Homburg) unterzogen und 1949 wieder eingeweiht. Wolfart leitete auch eine erneute Restaurierungsmaßnahme in den Jahren 1969–1970, bei der ein Fußboden aus Kalksteinplatten verlegt, die Kirchenbänke durch Stühle ersetzt, sowie ein neuer Altar und ein Ambo an Stelle der Kanzel angeschafft wurden. 2003 kam es wieder zu einer Restaurierung.

## Architektur und Ausstattung

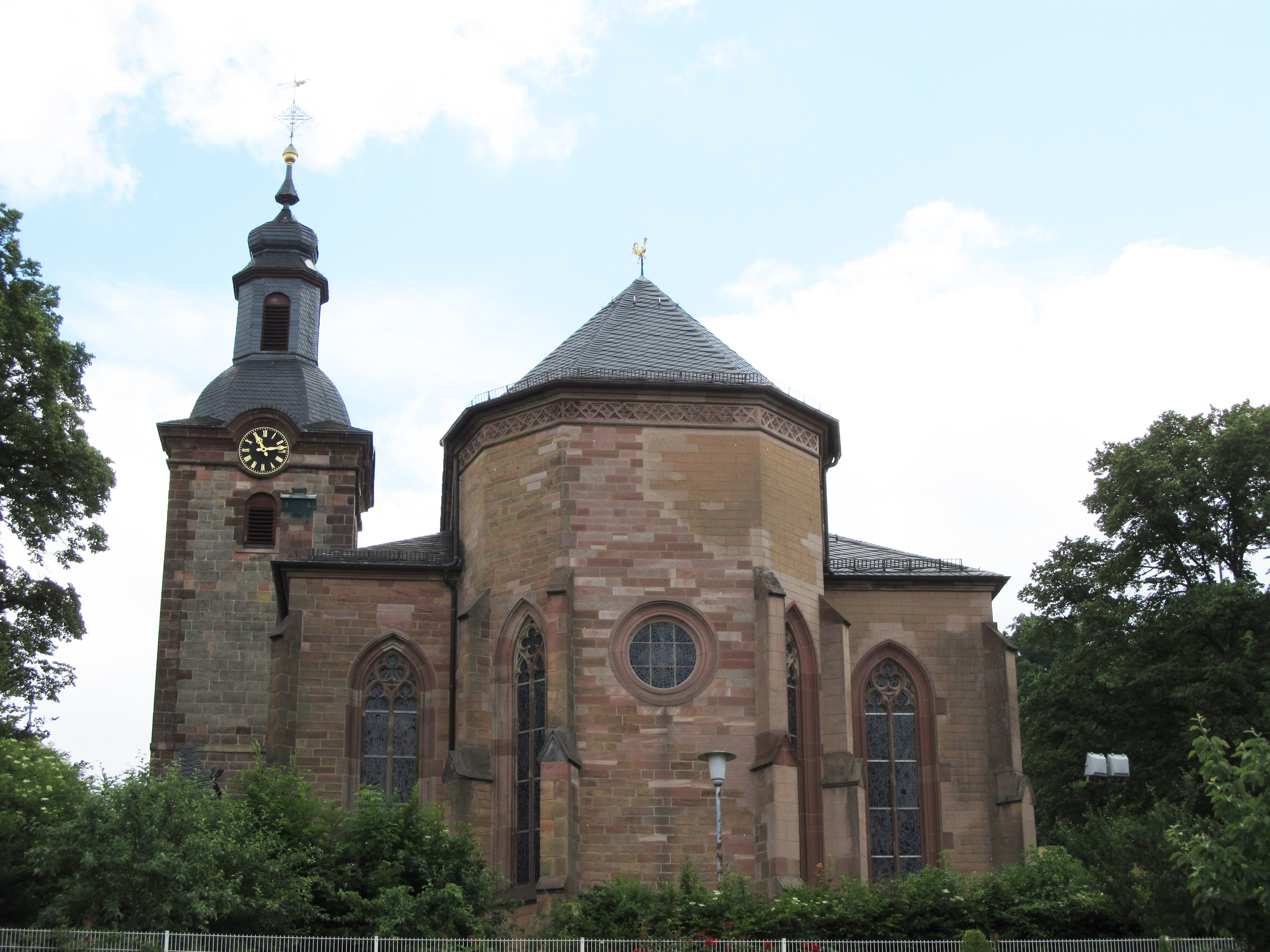
Blick auf den Chor und den Turm

Das Kirchengebäude wurde im neugotischen Stil errichtet und besitzt fünf Fensterachsen. Das Langhaus ist unterteilt in ein Mittelschiff und zwei etwas niedrigere Seitenschiffe mit je fünf Jochen. An das Langhaus schließt sich ein Chorraum an. Die Decken der Kirchenschiffe werden von Kreuzrippengewölben geformt. Der Turm sowie die Sakristei sind seitlich an das Kirchengebäude angebaut.
Sehenswert sind die Buntglasfenster der Kirche, die Szenen aus dem Alten und Neuen Testament zeigen.
Die Fenster im Chorraum stammen vom Bildhauer und Maler Max Mertz (Saarbrücken), wobei die beiden Fenster für die Stirnseiten der beiden Seitenschiffe links und rechts des Chorraumes 1952, die 3 Chorfenster 1955 geschaffen wurden. Die 1952 geschaffenen Fenster zeigen links den segnenden Christus umgeben von Verzweifelten und Flüchtenden im Brand und Elend der Stadt und rechts Christus tröstet: den Behinderten, die Dirne, den Geizigen, das unschuldige Kind. Die Fenster im Chorraum von 1955 zeigen links Maria mit dem Kind, rechts Christi Auferstehung und Himmelfahrt und in der Mitte die Taube des Heiligen Geistes.
Der Grafiker und Maler Hermann Theophil Juncker (Homburg) schuf 12 Fenster für die Seitenwände und am Giebel zur Kirchenstraße hin, die 1990 und 1995 in zwei Etappen ausgeführt wurden. Die fünf Fenster der Südseite entstanden 1990 und zeigen die Schöpfungsgeschichte nach dem 1. Buch Mose. Die bis 1995 angefertigten vier Fenster der Nordseite illustrieren die „Ich bin“-Worte nach dem Johannesevangelium. Die Fenster der Empore schließlich, die auch 1995 entstanden, stellen jeweils das letzte Buch des Alten und des Neuen Testaments dar: Prophet Maleachi und die Offenbarung des Johannes.
Die schlanken Pfeiler des Innenraums sind aus Gusseisen und bewirken einen weiten Raumeindruck.
Die Glocken der Kirche wurden während der beiden Weltkriege immer wieder beschlagnahmt und für Kriegszwecke eingeschmolzen. Das heutige Geläute besteht aus fünf Glocken und wurden 1953 von der Glockengießerei Paccard (Annecy) der Stadt Homburg als Geschenk geliefert. Die Tonfolge lautet es′ - ges′ - as′- b′ - des′ und harmoniert mit der katholischen Kirche St. Michael.

## Orgel

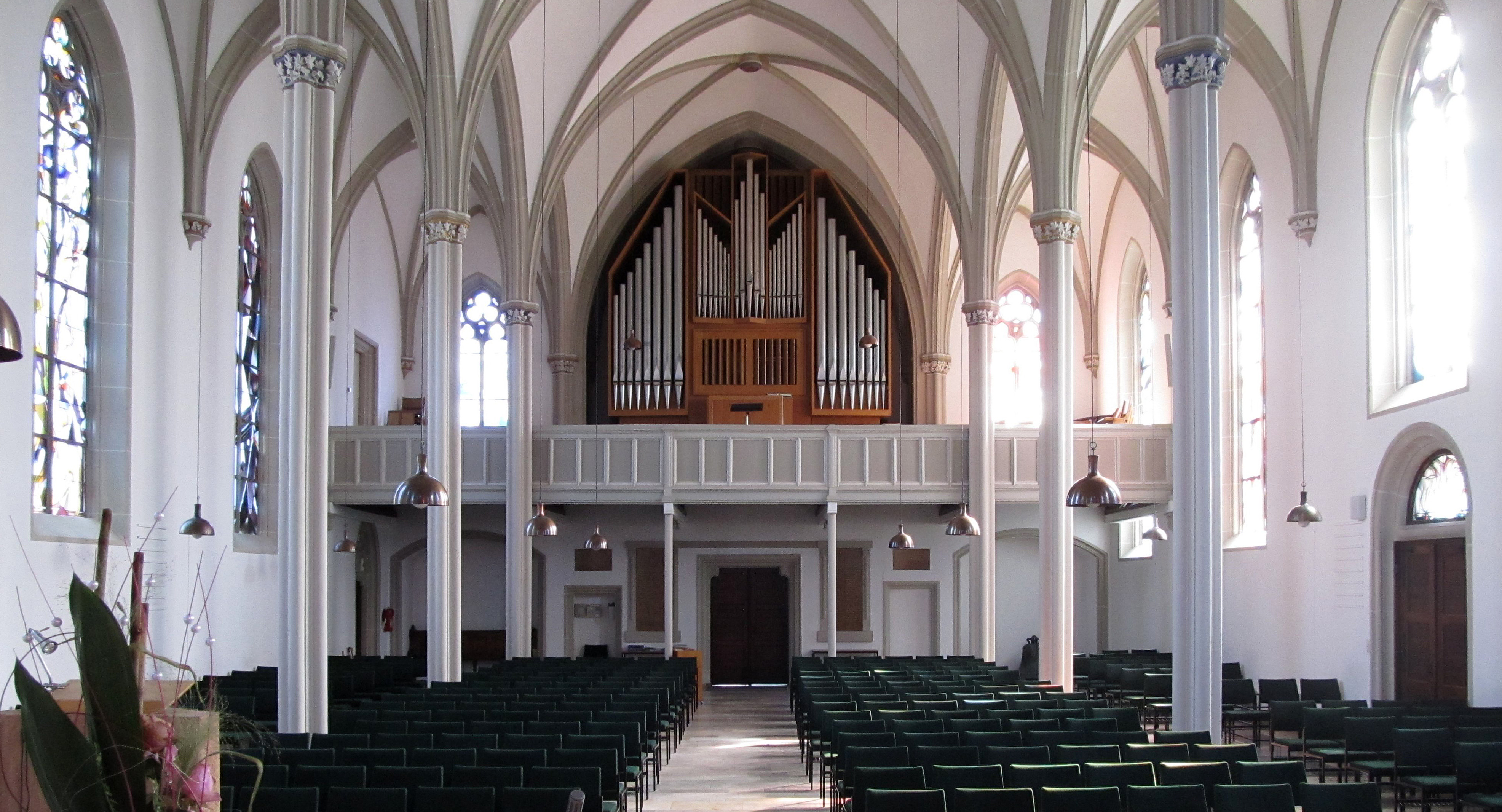
Blick vom Altarraum zur Empore und Orgelprospekt

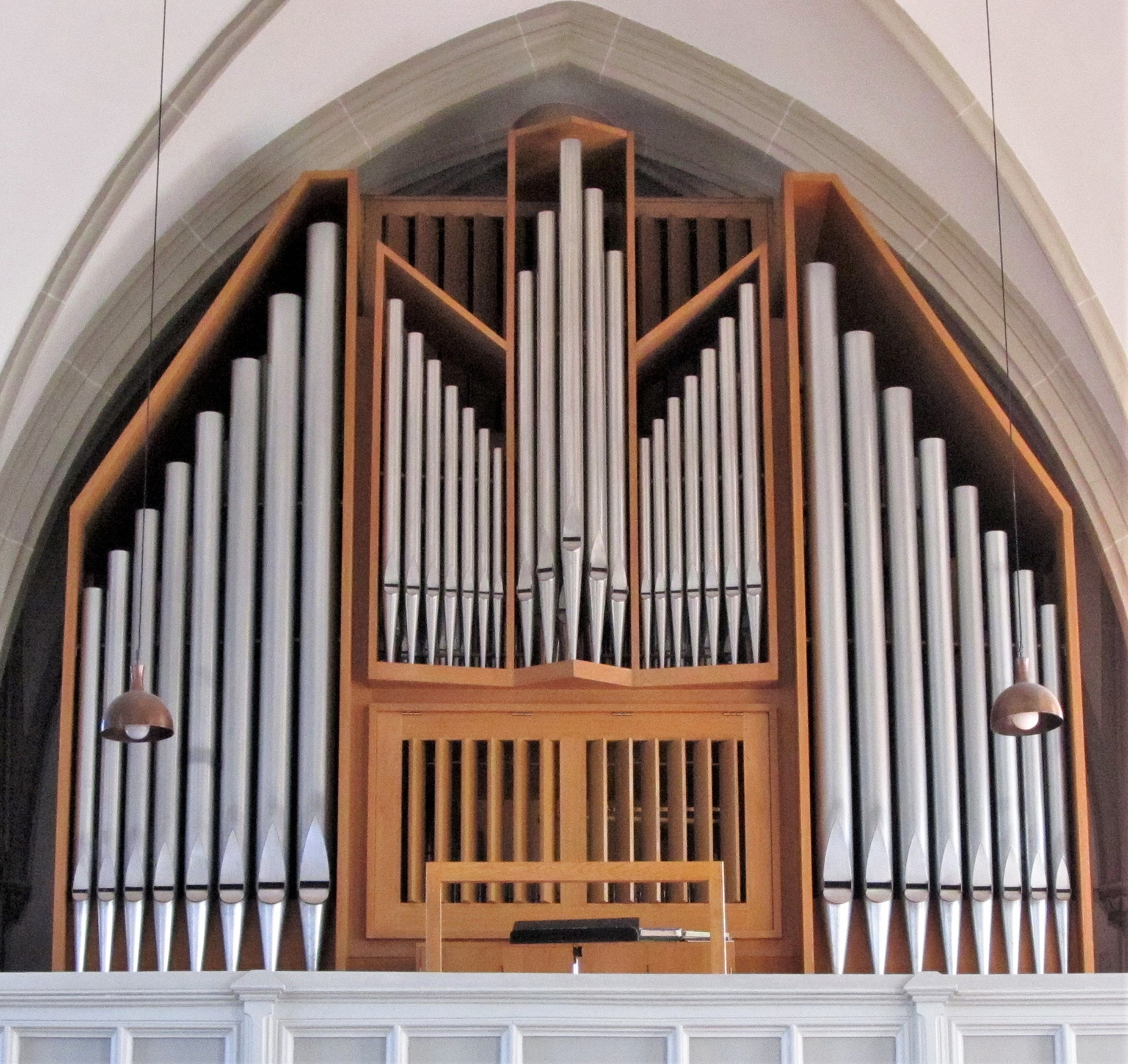
Orgelprospekt

In der Anfang der 1870er Jahre abgerissenen Hallenkirche gab es bereits vor 1719 eine Orgel, die 1720 erneuert und 1750 renoviert wurde. Ein neues Instrument wurde 1768 eingeweiht. Es besaß fast die gleiche Disposition wie die jetzige Orgel und wurde bis 1871 bespielt.
Der neue Kirchenbau erhielt seine erste Orgel, die klanglich der Spätromantik zuzuordnen war, im Jahr 1874 von der Firma E. F. Walcker (Ludwigsburg). Dieses zweimanualige Instrument mit 17 Registern tat seinen Dienst bis 1917, bis für die Verwendung in der Rüstungsindustrie während des Ersten Weltkrieges die Zinnpfeifen aus dem Orgelprospekt ausgebaut werden mussten.
1922 erfolgte die Ergänzung des Prinzipals im Prospekt mit Zinkpfeifen. Außerdem wurde die Registertraktur pneumatisch. Doch in der Folgezeit stellte man fest, dass die Orgel es nicht vermochte den Kirchenraum zufriedenstellend auszufüllen.
1932 kam es zu einer Erweiterung durch den Einbau eines dritten Manuals (Schwellwerk). Zusätzlich wurden das Pedal und das zweite Manual erweitert, sowie die Registertraktur elektrifiziert. Der Umbau wurde von der Erbauerfirma E. F. Walcker als Opus 2345 durchgeführt. Aufgebaut wurde das erweiterte Instrument durch den Orgelbauer Wengel (Kaiserslautern). Mit dem erweiterten Registerfundus (34 statt 17 Register) bot das Instrument nun eine enorme Klangfülle und war technisch auf der Höhe der Zeit. Doch wegen Materialknappheit und aus Kostengründen erfolgte die Fertigung der neuen Pfeifen nicht aus Zinn, sondern aus Zinkblech. Im Zweiten Weltkrieg kam es zu starken Beschädigungen am Kirchengebäude, mit der Folge, dass Feuchtigkeit und Sonnenhitze eindrangen und so die Orgel stark in Mitleidenschaft zogen. 1951 erfolgte die Wiederherstellung des Werkes und der Umbau des Schwellwerkes im Sinne der Orgelbewegung.
Da die Reparaturmaßnahmen aber in der Folgezeit nicht den gewünschten Erfolg brachten, wurde das Instrument 1962 abgerissen. Es vergingen zehn Jahre, bis die Kirche wieder eine Orgel erhielt. Provisorisch aufgestellte Orgelpositive dienten bis zum Bau einer neuen Orgel, der in zwei Bauabschnitten 1972 und 1978 erfolgte, als Zwischenlösung.
Der Bau der neuen Orgel wurde von der Firma G.F. Steinmeyer (Oettingen) durchgeführt. Im ersten Bauabschnitt entstand zunächst ein einmanualiges Instrument mit 9 Registern, das im zweiten Bauabschnitt auf 3 Manuale und 33 Register erweitert wurde. Die Windladen sind Schleifladen mit mechanischer Spiel- und elektrischer Registertraktur. Aufgestellt ist die Orgel, wie die Vorgängerinstrumente, auf der Empore. Der Spieltisch ist eingebaut.
Im Zeitraum zwischen 2000 und 2008 wurde die Steinmeyer-Orgel durch die Orgelbauwerkstatt Hugo Mayer Orgelbau (Heusweiler) einer Renovierung unterzogen. Dabei wurde das Instrument gereinigt und einige Materialien (Plastik und Schaumgummi) aus der Erbauungszeit ersetzt. Außerdem wurde im Pedal die 4' – Trompete durch ein 8' – Trompete ersetzt und einige Register vorsichtig nachintoniert. Des Weiteren wurde der Spieltisch modernisiert sowie eine elektronische Setzeranlage nachgerüstet.
| I Hauptwerk C–g3 |              |       |
| 1.               | Pommer       | 16′   |
| 2.               | Principal    | 8′    |
| 3.               | Spitzflöte   | 8′    |
| 4.               | Octave       | 4′    |
| 5.               | Kleingedackt | 4′    |
| 6.               | Quinte       | 2 ⁄3′ |
| 7.               | Octave       | 2′    |
| 8.               | Mixtur IV    | 1 ⁄3′ |
| 9.               | Cymbel III   | 1⁄2′  |
| 10.              | Trompete     | 8′    |

| II Schwellwerk C–g3 |            |        |
| 11.                 | Holzflöte  | 8′     |
| 12.                 | Dulzflöte  | 8′     |
| 13.                 | Principal  | 4′     |
| 14.                 | Gemshorn   | 4′     |
| 15.                 | Nasard     | 2 ⁄3′  |
| 16.                 | Waldflöte  | 2′     |
| 17.                 | Terz       | 1 3⁄5′ |
| 18.                 | Scharff IV | 1′     |
| 19.                 | Oboe       | 8′     |
|                     | Tremulant  |        |

| III Brustwerk C–g3 |                |       |
| 20.                | Gedackt        | 8′    |
| 21.                | Rohrflöte      | 4′    |
| 22.                | Principal      | 2′    |
| 23.                | Quinte         | 1 ⁄3′ |
| 24.                | Terzcymbel III | 4⁄5′  |
| 25.                | Vox humana     | 8′    |
|                    | Tremulant      |       |

| Pedal C–d1 |              |       |
| 26.        | Principalbaß | 16′   |
| 27.        | Subbaß       | 16′   |
| 28.        | Oktavbaß     | 8′    |
| 29.        | Gemshorn     | 8′    |
| 30.        | Hohlflöte    | 4′    |
| 31.        | Mixtur IV    | 2 ⁄3′ |
| 32.        | Posaune      | 16′   |
| 33.        | Trompete     | 8′    |

- Koppeln: II/I, III/I, III/II, I/P, II/P, III/P
- Spielhilfen: 2048 Setzerkombinationen